# ドリルミサイル
ドリルミサイルは、映像作品にしばしば登場する架空の兵器である。
ミサイルの先端にドリルを装備しているか、ミサイル自体がドリルのような形状となっており、その回転を利用して対象の内部へ深く食い込んだ後、そこからの爆発で大ダメージを与えるのが特色である。現実にはこうした設計思想の兵器は存在していないが、視覚的に効果がわかりやすいため、日本のアニメ作品や特撮作品にはしばしば登場する。

## 登場作品

### アニメ
『マジンガーZ』
マジンガーZが強化されていく課程で装備された、追加武装の1つ。ロケットパンチとして発射される腕の部分が90度折れ曲がり、肘関節の断面から発射されるミサイルである。形状はドリル状になっており、複数が一度に発射される。
『ゲッターロボ』
ゲッター2系統の機体に装備されている。装備されているドリルがそのままミサイルと化し、機体から離れて飛んでいく。ただし、以下の機体は除く。
- ゲッターライガー（漫画版ではジェットドリルの名前で使用。また、アニメ版でも最終回に限り下記のドリルパンチを使用）
- ネオゲッター2
- ゲッター翔（アニメ版のみ、トルネードランチャーの名前で使用している）

敵に命中した際の爆発の有無は特に定まっておらず、爆発するときもあれば敵に突き刺さるときもある。また、呼称も統一されておらず、ゲッター2の場合でもテレビアニメ版では「ドリルパンチ」、OVA版では「ドリルミサイル」と呼ばれている。
『勇者ライディーン』
第28話で巨烈獣コーカツが「ダムダム弾」をライディーンのゴッドミサイル発射口に撃ち込み、その内部メカを連鎖的に破壊して機能停止に追い込んだ。
『宇宙戦艦ヤマトシリーズ』
『宇宙戦艦ヤマト』
ドメル将軍が七色星団におけるヤマトとの決戦の際、重爆撃機に積載して瞬間物質移送器で送り込み、使用した兵器。
全体の形状は赤く翼のない中央部がくびれた円柱状の大型ミサイルで、爆撃機に1発のみ搭載できる。その名が示す通りに先頭部が黄色いドリルとなっており、これがヤマトの波動砲の射出口から内部に食い込む。発射を防ぐと同時に爆発することを意図し、ガミラス帝国の兵器開発部でヤマト対策兵器として特別に急遽開発された。
先頭部に存在するほぼ人間サイズの出入口から真田志郎とアナライザーが内部へ侵入して配線をつなぎ変え動力を逆転させたため、ドリルミサイルはドメルの空母艦隊へ逆走して戦闘空母に命中し、旗艦以外の空母艦隊は全滅した。
制作当初はガミラスの破壊工作員たちが乗り込み、着弾後にヤマトを内部から攪乱するというエピソードが予定されていたが、放送期間の短縮により省略された。前述の出入口はそのためのものであるが、このエピソードが割愛されたために単純な弱点となってしまった。しかし、ひおあきらの描く漫画版では割愛されず、ほぼ当初のままに描かれている。
『宇宙戦艦ヤマトIII』
惑星地表に打ちこんで大地を抉り、地質を調べる探査用ドリルミサイルも登場した。
『宇宙戦艦ヤマト2199』
『宇宙戦艦ヤマト』のリメイク版。「特殊削岩弾」という名称や「小惑星掘削作業用の機械を爆装して軍事転用した」という設定に変更され、本来は軍用ではないがゆえに侵入対策が講じられていないという解釈がされている。機械式からマイコン制御式となった。空気漏れを考慮し船外服を着た新見薫とAU09アナライザーが、ハッキング装置で時限装置を停止させ逆回転コマンドを送ってミサイルを排出し敵艦隊に近づいたミサイルを主砲で狙撃し誘爆させた。なお、続編の『宇宙戦艦ヤマト2202 愛の戦士たち』では、デザインを流用された「波動掘削弾」が登場する。

『UFOロボ グレンダイザー』
スペイザーの両翼から打ち出されるスピンドリルが、ドリルミサイルに相当する。空戦用。ドリルスペイザーもそれらしき武器を装備している。
『鋼鉄ジーグ』
本来は飛行用のオプションパーツであるが、マッハドリルをミサイルのように敵に向けて飛ばすことが可能（「マッハドリル・シュート」と呼称される）。アースパーツも同様。
『大空魔竜ガイキング』
ミラクルドリルが登場。大空魔竜から発射されるが、ガイキングの武器としても使用可能。
『革命機ヴァルヴレイヴ』
大型ドリルが登場。イデアール級機動殲滅機から発射される。拠点攻略用兵器であり、着弾後は目標を穿つ大規模破壊を行いながら致死性の毒ガスを噴出させ、大量虐殺も行う。
『機動戦士ガンダムSEED』
ニュートロンジャマーの内、少なくとも一部のモデルには本体下部には地面を掘り進むためのドリルが備えられており、着地後は自動的に地中数百メートルまで掘削し自己埋没した上で起動する。このニュートロンジャマーの影響下では、自由中性子の運動を阻害するフィールドが発生するため、全ての核分裂連鎖反応が抑制される。結果、核ミサイルをはじめとする核分裂連鎖反応兵器、核分裂エンジン、原子力発電などが使用不可能となり、後者二つをエネルギー源とする標的国家の継戦能力を破壊する戦略兵器。また、副作用として電波の伝達が阻害されるため、それを利用した長距離通信は使用不可能となり、レーダーも撹乱される戦術的効果もある。
『機動戦士ガンダムSEED DESTINY』
メテオブレイカーと称する、無重力下において実装されたドリルで小惑星（資源衛星）などの岩盤に潜り込み、爆薬で内部から破砕する機器が登場している。

### 特撮
『スーパーロボット レッドバロン』
追加武装のドリルアローが、ドリル付きミサイルである。
『秘密戦隊ゴレンジャー』
バリブルーンの兵装の1つ。第28話では、噴火を誘引する装置を基地ごと破壊している。第42話では、鉄人仮面テムジン将軍の要塞を完全に破壊した。
『宇宙鉄人キョーダイン』
地球防衛軍の兵器として登場。『秘密戦隊ゴレンジャー』と同じく地底用の兵器。
『惑星大戦争』
宇宙防衛艦轟天の艦首ダイヤモンドファイバー製メインドリル。人間が乗り込んで操縦するドリルミサイルとしては珍しい（というより特攻兵器）タイプで、内部に宇宙の生成物質を爆破する特性を持つエーテル爆弾を内蔵している。
『ゴジラ・モスラ・キングギドラ 大怪獣総攻撃』
防衛軍の兵器として推進式搾孔型ミサイルであるD-03削岩弾が登場。対爆コンクリートを破壊するほどの威力を持つが、元は戦闘用の武装ではなく、落盤事故などで使用される救助用装備であった。大鵬や巡洋艦あいづ、特殊潜航艇さつまが装備しており、ゴジラの体皮を貫通しうる兵器として投入された。
『ウルトラゾーン』
「最後の攻撃命令」でキングジョーに対し、防衛軍が用いた新型ミサイル。1段目の燃焼で目標にドリルを食い込ませ、2段目で上空に打ち上げて爆破させる2段式の大型である。なお、先端のドリルは通常の螺旋状ではなく、建設機械に用いられるような形状になっている。

### 漫画
『エリア88』
先端のドリルで地中を掘り進むミサイルである、グランド・スラムが登場。その性質ゆえに迎撃が非常に困難で、1号機はエリア88基地の滑走路を半分破壊し、基地放棄の一因となった。2号機はアスランの首都に向けて発射されたが、違法投棄された強酸性の産業廃棄物を通過したために腐食し、不発となった。

### ゲーム
『ダライアスシリーズ』
鯨型戦艦グレートシングに搭載されている。シリーズを問わず、破壊すると30000点のスコアが入る。
基本はただ直進するだけであるが、作品によっては破壊した後に弾を撃ち返す他、直進した後に大爆発を起こす。
『メタルギアソリッド ピースウォーカー』
核搭載歩行戦機であるピースウォーカーに搭載されている。背部の複合ロケットランチャーから2発ほど発射され、地中に潜行した後に対象直下から現れて爆発する。
『ルパン三世 コロンブスの遺産は朱に染まる』
クリストファーXという水に溶ける鉱石（ジョンソン曰く、「利用価値の無いクズ鉱石」）を超合金化したドリルで地底を掘り進むミサイル兵器『セイント』が登場。ムービー内に映る、ホワイトハウスの核シェルターを破壊した事件が掲載された新聞で初めてその姿が確認できる。コロンブスのエンブレムがマーキングされている。
『悪代官2〜妄想伝〜』
ミニゲーム「願仏射撃(木動仏像伝願仏　めぐりあっちゃったお宇宙)」で悪代官が搭乗する願仏(ガンブツ)に搭載。